# Rallye Terre de Lozère
Le Rallye Terre de Lozère, ou Rallye Terre de Lozère - Sud de France, est un rallye automobile comptant pour le Championnat de France des rallyes sur terre, qui emprunte les chemins situés aux alentours de la ville de Mende (Lozère), en région Occitanie.

## Histoire
Cette épreuve a été créée en 2012.
En 2021, le Rallye Terre de Lozère, pour ses dix ans d'existence, est une édition particulièrement disputée.

## Palmarès

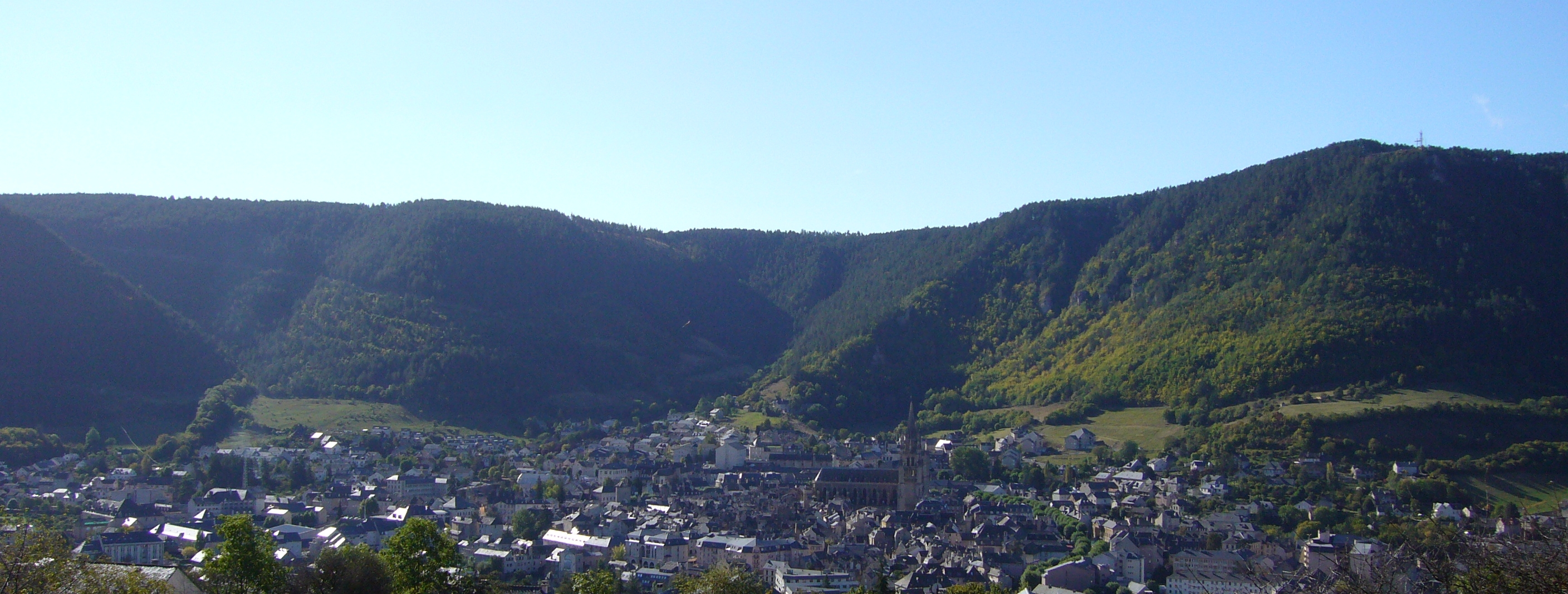
Mende, Lozère et le Mont Mimat (depuis le Causse d'Auge).

| Année | Pilote                   | Copilote                 | Voiture                |
| ----- | ------------------------ | ------------------------ | ---------------------- |
| 2012  | Germain Bonnefis         | Olivier Fournier         | Peugeot 207 S2000      |
| 2013  | Lionel Baud              | Alexandre Chioso         | Peugeot 307 WRC        |
| 2014  | Jean-Marie Cuoq          | Jérôme Degout            | Citroën C4 WRC         |
| 2015  | Lionel Baud              | Pascal Serre             | Ford Fiesta WRC RS     |
| 2016  | Julien Maurin            | Olivier Ural             | Škoda Fabia R5         |
| 2017  | Jean-Marie Cuoq          | Marielle Grandemange     | Citroën C4 WRC         |
| 2018  | Lionel Baud              | Fabien Craen             | Citroën DS3 WRC        |
| 2019  | Lionel Baud              | Lucie Baud               | Citroën DS3 WRC        |
| 2020  | Jean-Baptiste Franceschi | Florian Haut-Labourdette | Citroën C3 R5 (en)     |
| 2021  | Mathieu Franceschi       | Lucie Baud               | Citroën C3 Rally2 (en) |
| 2022  | Mathieu Franceschi       | Lucie Baud               | Škoda Fabia RS Rally2  |